# Бјевијер ле Бапом
Бјевијер ле Бапом (фр. Biefvillers-lès-Bapaume) насеље је и општина у североисточној Француској у региону Север-Па д Кале, у департману Па де Кале која припада префектури Арас.
По подацима из 2011. године у општини је живело 105 становника, а густина насељености је износила 25,99 становника/km². Општина се простире на површини од 4,04 km². Налази се на средњој надморској висини од 122 метара (максималној 128 m, а минималној 102 m).

## Демографија
| 1962. | 1968. | 1975. | 1982. | 1990. | 1999. | 2011. |
| ----- | ----- | ----- | ----- | ----- | ----- | ----- |
| 110   | 113   | 88    | 90    | 86    | 82    | 105   |

График промене броја становника у току последњих година